# 倫氏擬花鮨
倫氏擬花鮨，又稱倫氏擬花鱸，為輻鰭魚綱鱸形目鱸亞目鮨科的其中一種，分布於太平洋區，從菲律賓至紐埃海域，棲息深度15-70公尺，體長可達7公分，棲息在礁石區，為底棲性魚類，屬肉食性，成小群活動，生活習性不明。

## 擴展閱讀
維基物種上的相關：倫氏擬花鮨